# Glaucidium kurochkini
Glaucidium kurochkini es una especie extinta de mochuelo perteneciente al género Glaucidium, que vivió en lo que ahora es California, en Estados Unidos durante el final de la época del Pleistoceno.

## Descubrimiento y denominación

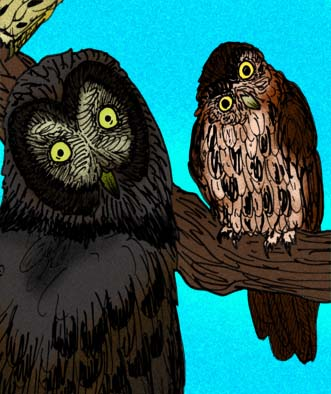
Comparación de los estrígidos Oraristrix brea (izquierda), y G. kurochkini, del Pleistoceno tardío de California.

El holotipo de Glaucidium kurochkini es el espécimen LACM RLB K9630, un tarsometatarso izquierdo. Los paratipos, un tarsometatarso izquierdo y otro derecho, son LACM(CIT) 155031 y LACM(CIT) 155032, respectivamente. Estos tres fósiles provienen del Rancho La Brea de Los Ángeles, California. Estos persisten del foso A en Bliss 29 de dicha área. Otros posibles especímenes que proceden de esta área pero no pueden ser asignados con certeza a G. kurochkini son K9631, la parte proximal izquierda de una mandíbula; K9632, una mitad derecha completa de la mandíbula; K9210, un coracoides derecho completo; G50, un húmero izquierdo completo; K9635, el extremo proximal de un radio derecho; K9404, un carpometacarpo derecho completo; K9350, un fémur izquierdo completo; K984, un tibiotarso completo izquierdo; y K9402, K9422 y K9423, todos tibiotarsos izquierdos.

### Etimología
G. kurochkini fue nombrado en 2013 por Campbell et al.. Fue nombrado en honor del difunto Evgeny N. Kurochkin, ornitólogo y paleornitólogo del Instituto Paleontológico de la Academia Rusa de Ciencias, por haber liderado la ornitología rusa y sus muchas contribuciones importantes al entendimiento de la evolución de las aves.

## Rasgos anatómicos distintivos
G. kurochkini puede ser asignado a Glaucidium con certeza, ya que muestra los rasgos que lo distinguen del género Aegolius, incluso si ambos son muy parecidos. El conjunto de características que se citan a continuación son los que diferencian a G. kurochkini de todas las demás especies de Glaucidium: La cresta lateral del hipotarso es corta, ancha y robusta, y se proyecta igualmente en sentido proximal y lateral; una Eminentia intercotylaris que es larga anteroposteriormente; la presencia de un cótilo medial con el borde, en vista anterior, esencialmente igual con el lado del eje; una Facies medialis que es ancha proximalmente y lateral a la cresta medial del hipotarso; un Sulcus extensorius que no se extiende distalmente a la Tuberositas medialis tibialis anticus; y una tróclea del metatarso II con un borde anterior medial relativamente recto en vista anterior.